# Olympic Air
Olympic Air S.A. (Ολυμπιακή) è una compagnia aerea regionale greca nata dalla privatizzazione della ex-compagnia di bandiera Olympic Airlines. Ha cominciato le operazioni il 29 settembre 2009 in forma limitata, per raggiungere la piena operatività due giorni dopo, il 1º ottobre 2009, quando Olympic Airlines ha cessato ogni sua attività. La compagnia aerea ha il suo quartier generale a Spata-Artemida, nei pressi del suo hub principale, l'Aeroporto di Atene-Eleftherios Venizelos. Fanno parte della Olympic Group anche l'Olympic Handling, che gestisce i servizi di terra nei vari aeroporti greci. Il 1º ottobre 2009 fu annunciata la riattivazione della compagnia Macedonia Airlines come sussidiaria di Olympic Air, dopo che nel 2003 aveva cessato le operazioni come sussidiaria della vecchia Olympic Airways. Nel 2013 l'aviolinea è stata acquistata da Aegean Airlines, così divenendo la sussidiaria incaricata dei voli interni.
Olympic Air ha mantenuto legami con la vecchia compagnia di bandiera, conservandone il logo e i codici IATA, e ICAO.

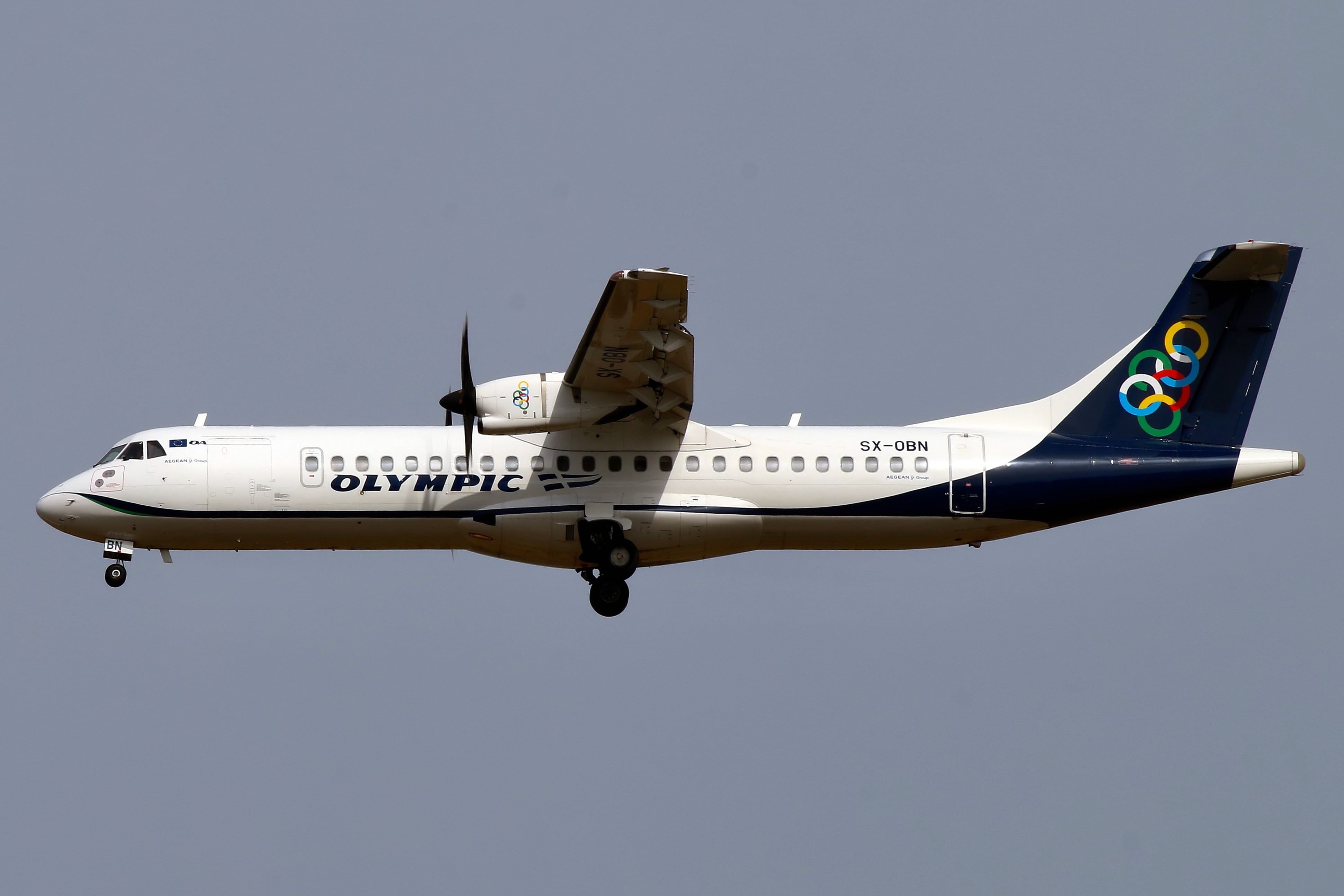
ATR 72-600 il velivolo più utilizzato nella flotta

## Miles & Bonus
Miles & Bonus è il nuovo Frequent Flyer della Olympic dopo l'acquisizione della compagnia da parte di Aegean Airlines.